# Rio Imaruí
Der Rio Imaruí ist ein kleiner Fluss in Santa Catarina, Brasilien.
Imaruí ist ein Begriff aus der Tupi-Sprache und bedeutet „Fliegenwasser“.
Der Fluss entspringt auf 750 m über dem Meeresspiegel und durchquert die Gemeinde São Pedro de Alcântara,
er bildet dann die Grenze zwischen den Gemeinden Palhoça und São José
und mündet schließlich in die Südbucht zwischen dem Festland und der Insel Santa Catarina in den Atlantik.
1997 wurde der Fluss in die Klasse 3 (verschmutzter Fluss) eingestuft.